# Piet Mondrian
Pieter Cornelis (Piet) Mondriaan, od 1912. Mondrian (Amersfoort, 7. ožujka 1872. – New York, 1. veljače 1944.), nizozemski slikar i teoretičar. Uvelike je pridonio umjetničkoj grupi De Stijl koju je osnovao Theo van Doesburg. Razvio je novi oblik apstraktne umjetnosti nazvan neoplasticizam.
Studirao je od 1892. na akademiji u Amsterdamu. Obuzet religioznim problemima, proučava teozofske spise i postaje član sekte. Iz ovoga razdoblja potječu platna prožeta mistikom, s motivima osamljenih kuća u dubokim tonalitetima i neobičnim osvjetljenjima.
Početak rata 1914. zatekao ga je u Amsterdamu. Oko 1915. napušta motiv kao ishodište; plohu komponira slobodno u preglednom i smirenom ritmu obojenih kvadratnih površina obrubljenih rasterom crnih linija (likovna umjetnost). Koloristička skala reducirana je na tri osnovne boje: žutu, modru i crvenu. Godine 1917. jedan je od osnivača pokreta „De Stijl“ i formulira principe neoplasticizma.
U posljednjim godinama motivi njegovih slika reducirani su na minimum; konačno su njegova platna sadržavala tek nekoliko obojenih ploha na bijeloj podlozi. U platnima nastalim u Americi nestaje karakteristična crna linija, čime je ublažen opći dojam i postignut življi i vedriji ritam plohe.
Predanost ideji i principijelna dosljednost čine Mondriana najistaknutijim apologetom apstrakcije: njegovo slikarstvo, lišeno svake emocije i tragičnosti, u osnovi meditativnoga i metafizičkoga karaktera, simbol je nastojanja da se pojavnoj realnosti suprotstavi trajniji vid univerzalnog realiteta. Svojim teoretskim stavovima i metodom Mondrian je izvršio veoma velik utjecaj na slikarstvo apstraktnoga izraza; doživio je, da epigoni njegova geometrizma automatski ponavljaju obojene četvorine kao jednu od pomodnih likovnih spekulacija.

## Nizozemska (1872. – 1912.)
Pieter Cornelis Mondriaan rođen je 7. ožujka 1872. u Amersfoortu u kalvinističkoj obitelji. Piet je bio najstarije dijete u obitelji koja je imala još 4 sina i jednu kći. Mondrian je svoju svijest o slikarstvu dobio u obitelji jer su mu i otac i ujak bili slikari. Njegov otac Piet Cornelis bio je ravnatelj škole u Amersfoortu te je Mondrian bio okružen vjerom i očevim slikama. Obitelj se 1880. preselila u Winterswijk gdje je Pietov otac dobio posao. Tu je Piet trebao postati profesor crtanja, te je dobio dvije diplome koje su ga kvalificirale za profesora. Iako se činilo da će biti učitelj, Mondrian se 1892. odlučio za slikarstvo te se te iste godine preselio u Amsterdam kako bi se upisao na akademiju.
Njegove prve slike bile su naturalističke i impresionističke, a teme su uglavnom bili pejzaži. Ove slike su prikazivale uglavnom vjetrenjače, mlinove, rijeke, polja i crkve. U početku su one slikane u stilu nizozemskih impresionista Haške škole, no kasnije su slikane različitim tehnikama i metodama što označava traganje za osobnim stilom. Ove slike su u krajnjoj mjeri reprezentativne i prikazuju utjecaj raznih umjetničkih pokreta na Mondriana, uključujući i poentilizam i fovizam.
Mondrian je naslikao i neke postimpresionističke slike kao što su Mlin na suncu: Mlin Winkel (1908.) i Pet silueta stabala uzduž Geine s Mjesecom (1907./1908). Te slike danas se čuvaju u Gemeentemuseumu u Den Haagu. Još jedna slika Poslijepodne (1908.) prikazuje pejzaž koji se gotovo u cijelosti sastoji od crvene, žute i plave boje. Iako je slika u potpunosti figurativna, ona je prva slika u kojoj je Mondrian naglašavao primarne boje.
Prve Mondrianove slike koje imaju naznake apstrakcije su platna nastala od 1905. do 1908. koje prikazuju nejasna drveća i kuće čiji odrazi u mirnoj vodi izgledaju kao Rorschachov test. Iako konačni rezultat dovodi do toga da gledatelj više naglašava formu nego sadržaj, ova djela su još uvijek figurativna i tek znanje o Mondrianovom kasnijem radu vuče gledatelja da u ovim djelima traži početak Mondrianove apstrakcije.
Mondrian se po dolasku u Amsterdam upisao na Kraljevsku akademiju. Umjetnička i literarna atmosfera u Nizozemskoj mijenjala se jako brzo još dok je Mondrian bio mladi student. Iako je Mondrian nalazio mnoge utjecaje na samoj akademiji, među važnijim utjecajima bio je onaj simbolističkog pjesnika Paula Verlainea i martinističkog pisca Joséphina Mérodacka Péladana. Njih dvojica su akademiju posjetili 1892. i održali niz predavanja. Sam Péladan se zalagao za smrt realizma u umjetnosti i promovirao je umjetnost koju je on smatrao spiritualnom, simboličnom i estetičnom.
U prosincu 1892. u Amsterdam je došla izložba djela Vincenta van Gogha. Simbolisti su prihvatili van Gogha iako je njihovo slikanje bilo potpuna antiteza Haškoj školi koja je utjecala i na van Gogha i na Mondriana. No, simbolisti su također pokazivali sve veće zanimanje za mistične i nekršćanske religije. 
Mondrian se 1908. počeo zanimati za teozofski pokret koji je na kraju XIX. stoljeća pokrenula Helena Petrovna Blavatski. Blavatska je vjerovala da je moguće ostvariti bolje znanje o prirodi nego ono koje nam daju empirijski načini, a većina Mondrianovog kasnijeg rada težila je ka spiritualnom znanju. Mondrian je u svibnju 1909. postao član Teozofskog društva Nizozemske.
Mondrian je bio i dobar prijatelj sa slikarom Simonom Marisom s kojim je 1901. putovao po Španjolskoj i u Cornwall, Engleska. Iako ta putovanja nisu proširila njegove slikarske obzore, ona su razvila mržnju prema vlastitom provincijskom životu. Mondrian je tijekom ovog perioda putovao i po Nizozemskoj. Godine 1903. putovao je u mjesto Brabant sa svojim prijateljem Albertom van den Brielom gdje se divio poljima i ruralnom životu. Tamo se ponovo vratio 1904., a ostao je godinu dana. Mondrian je 1908. otputovao u Domburg gdje je upoznao simbolista Jana Tooropa s kojim je tada surađivao.
Mondrian je ostalo vrijeme ovog perioda proveo u proučavanju i slikanju, a njegovo slikarstvo je 1910. doživjelo potpunu ekspresiju njegovog interesta u mističnu kozmologiju teozofa.
Najpoznatija slika iz ovog perioda je Evolucija (1910./1911.). Kao i mnogi tadašnji umjetnici i Mondrian je želio Darwinovu teoriju zamijeniti konceptom duhovnog i intelektualnog razvoja. Slika je napravljena kao triptih, no nije prihvaćena od strane kritičara koji su je smatrali praznom i hladnom.
Mondrianovo djelo nakon 1911. uvelike je pod utjecajem kubističke izložbe Moderne Kunstkring u Amsterdamu. Njegova potraga za pojednostavljivanjem vidi se u dvama verzijama slike Mrtva priroda s posudom za mirodije. Prva verzija   Arhivirana inačica izvorne stranice od 17. ožujka 2008. (Wayback Machine) iz 1911. je kubistička, dok je druga   Arhivirana inačica izvorne stranice od 11. ožujka 2008. (Wayback Machine) iz 1912. pojednostavljena. Mondrian se 20. prosinca 1911. odlučio preseliti u Pariz gdje je ostao sve do 1914. kada se ponovo vratio u Nizozemsku.

## Pariz (1912. – 1914.)
Godine 1912. Mondrian se seli u Pariz i izbacuje jedno 'a' iz imena tako postavši Mondrian. Od tada je sva svoja djela potpisivao s 'Mondrian'. Pri dolasku, Mondrian se uselio u atelje u Rue du Départ 26 koja se nalazila u blizini željezničke postaje Montparnasse. Atelje je Mondrianu ostavio njegov prijatelj slikar Conrad Kikkert, a Mondrian je atelje dijelio s još jednim slikarom, Lodewijkom Schelfhoutom. U to vrijeme, Mondrian je upoznao i slikara Keesa van Dongena, no svejedno se nije ograničio na proučavanje djela svojih nizozemskih sunarodnjaka. Pariz je u to vrijeme bio središte umjetničke revolucije, a od svih pokreta najznačajniji je bio kubizam na kojeg se Mondrian ugledao. Svoje prve kubističke slike (Evolucija i Sunce) Mondrian je predao na izložbu na kojoj su bila djela slikara kao što su Pablo Picasso i Georges Braque, no središte izložbe ipak su bila djela Paula Cézannea, kojih je bilo 28. Zanimljiva je činjenica da su Mondrianove prve kubističke slike nastale baš iz proučavanja Cézanneovih djela.
Mondrian je 1914. napravio temeljitu studiju kubizma. No, on je još iste te godine želio postati slikar značajan kao Rembrandt. Vratio se slikanju klasičnih pejzaža i uvidio je kako neki od njih odgovaraju njegovom novom stilu. No, Mondrian je u Parizu proveo samo dvije godine odlučivši ga napustiti u ljeto 1914. te se vratio u rodnu Nizozemsku.

## Nizozemska (1914. – 1919.)
Za razliku do kubista, Mondrian je još uvijek htio uskladiti svoje slikanje sa svojim duševnim potragama, te je 1913. počeo spajati slikanje sa svojim teozofskim studijama što je označilo konačno odstranjivanje od reprezentativne umjetnosti. Zašto se Mondrian baš 1914., i to na vrhuncu političke krize, vratio u Nizozemsku nije posve poznato. Vjerojatno se vratio kako bi posjetio svog bolesnog oca. No, kako je 28. srpnja započeo Prvi svjetski rat, Mondrian je bio prisiljen ostati u Nizozemskoj još 5 godina. Tijekom tog perioda njegova umjetnička proizvodnja znatno je pala.
Mondrian se tada prvi put počeo zanimati za društvo, te je prvi put kupio smoking i naslikao se ispred jedne apstraktne slike. Mondrian se tada počeo kretati po visokim krugovima, te je polako pridobivao kritičare, koji ipak nisu toliko pričali o njegovom djelu koliko o njegovom životu.
Uskoro se preselio u mjesto Laren, koje je bilo umjetnička kolonija još od XIX. stoljeća. U početku je boravio kod svog prijatelja Jacoba van Domselaera, no često bi sam iznajmio atelje. Tijekom tog perioda, slao je svoja djela na mnoge izložbe i sve je više privlačio kritičare. Godine 1916. izdao je pamflet Novi pokret u umjetnosti s kojim je želio privući slikare koji su imali sličan cilj kao on. Među poznatijim slikarima bio je Bert van der Leck, koji se u Laren doselio u travnju 1916., čije su slike bile slične Mondrianovim jer je i on iz svojih slikao izbacivao modeliranje i perspektivu. Leckovo korištenje primarnih boja uvelike je utjecalo na Mondriana.
U to vrijeme, Mondrian je upoznao filozofa i svećenika Schoenmaekersa koji je razvio teozofski pravac znan kao Kristozofija. Ta teorija ujedinjuje mistične i matematičke elemente u jedno, što je Mondrianu bilo od direktne koristi.
Mondrianove slike iz 1917. mogu se interpretirati s teozofske strane, no sam Mondrian je, pod utjecajem kubizma, shvatio da slike postoje kao nezavisni objekti. Od tada njegove slike sve više koriste geometriju i povećavaju utjecaj individualca u korištenju boje. 
Theo van Doesburg je baš u to vrijeme organizirao skupinu umjetnika s baš tim ciljevima. Mondrian i Doesburg su se upoznali i uskoro postali narezdvojni. Doesbug je počeo slikati u Mondrianovom stilu, a Mondrian je svraćao kod Doesburga po savjete za raspravu o avangardnom slikarstvu koju je pripremao. Tako su Doesburg i Mondrian osnovali grupu koja je znana kao De Stijl (Stil). Ta grupa je od 1917. izdavala i istoimeni časopis u kojem je Mondrian pisao mnoge eseje u kojima je definirao taj slikarski pokret, znan kao neoplasticizam. Među glavnim idejama pokreta bila je ta da se priroda i intelekt, ili ženski i muški princip, negativno i pozitivno, statično i dinamično, vodoravno i okomito mora dovesti u ravnotežu. Tu ideju je, prema Mondrianovim zamislima, iznio sam Theo van Doesburg.
Mondrian 1916. slika samo jednu sliku - Kompoziciju. Sliku je sam zamišljao kao crkveno pročelje, no na na toj apstraktnoj kompoziciji to je nemoguće vidjeti. Godine 1917. nastaju bijele slike s kvadratima u raznim bojama i crnim linijama koje plutaju na toj bijeloj pozadini (Kompozicija u boji A, Kompozicija br. 3, s obojenim plohama 3). Iste te godine Mondrian odustaje od povezivanja svojih uobičajenih motiva (more, drveća, crkve) s novom slikarskom formom. Tijekom njegovih posljednjih godina u Nizozemskoj, nastaje jedna kompozicija s jakim bojama (Kompozicija s rešetkom 8: Kompozicija u obliku šahovskog polja u tamnim bojama), te romboidne kompozicije po uzoru na Thea van Doesburga.
Mondrian je 1917. i 1918. izdao djelo Nova plastika u umjetnosti (De Nieuwe Beelding in de Schilderkunst). To je bio njegov prvi ulazak u teoriju umjetnosti. No, najbolji opis tog pokreta se nalazi u pismu koje je 1914. napisao H. P. Bremmeru:

## Pariz (1919. – 1938.)
U ljeto 1919. Mondrian se vraća u Pariz. Njegov atelje je bio zatvoren tijekom njegovog boravka u Nizozemskoj te su njegove slike bile jako dobro očuvane. Prvo se uselio u Rue de Dépert 5, no ubrzo se vratio u broj 26 gdje je ostao do 1936. Grupa De Stijl je već bila u poziciji da se promovira u svijetu. Van Doesburg i Mondrian su ju promovirali kroz slikarstvo, a belgijski kipar Georges Vantongerloo je tražio neoplasticističku formulu za kiparstvo. Jedno od Mondrianovih prvih djela iz tzv. "druge pariške faze" je djelo slično drami ili raspravi između tri osobe.
Što se tiče njegovih likovnih djela, atmosfera poslijeratnog Pariza omogućila je umjetnicima apsolutnu slobodu, što je samom Mondrianu koristilo kako bi prihvatio apstrakciju do kraja života. Mondrian je tijekom 1919. i 1920. počeo slikati "rešetkaste" slike te je počeo razvijati stil zbog kojeg je poznat u svijetu. U ranim djelima ovog perioda, linije koje odvajaju pravokutne oblike na slikama su dosta tanke i sive su boje, a ne crne kao u kasnijim djelima. Ta linije postaju bljeđe što idu prema kraju slike za razliku od linija u kasnijim djelima koje su jednostavno prekinute. Pravokutne forme, kojih je puno više i manje su nego u kasnijim djelima, su uglavnom u primarnim bojama, crnoj ili sivoj, a vrlo malo njih je bijele boje za razliku od kasnijih djela gdje postepeno opada broj obojenih ploha, a raste broj bijelih.
Mondrian je svojim povratkom u Pariz i prelaskom na neoplasticizam postigao svoj tadašnji cilj: prestigao je Braquea i Picassa i postao najapstraktnijim slikarom tog doba. No, nakon tog uspjeha uslijedio je period depresije. Mondrian je 1920. želio, po uzoru na van Gogha, napustiti Pariz i otići na jug Francuske. Tada je van Doesburgu rekao da svoju karijeru želi završiti oproštajnom izložbom, a onda otići u vinograde južne Francuske.
No, Mondrian je ipak odlučio ostati u Parizu. Njegovi prijatelji su mu osiguravali skromne prihode, a Salomon Slijper je nalazio kupce za njegove slike s cvijećem koje je tada uvelike slikao. Pokraj ulaza u svoj atelje stavio je umjetni cvijet čije je lišće obojio u bijelo. Kada su ga pitalo što cvijet simbolizira, on je rekao da cvijet predstavlja nepostojeću ženu u njegovom životu koji je u potpunosti bio posvećen umjetnosti. Godine 1921. bio je na koncertu talijanskog futurističkog skladatelja i slikara Lugija Russola. Za to vrijeme, Theo van Doesburg je promovirao De Stijl po Njemačkoj gdje je upoznao dadaista Hansa Richtera. Nakon tog susreta pisao je mnoge pamflete s dadaistima kao što su Hans Arp, Tristan Tzara, Georges Ribbemont-Dessaignes, Kurt Schwitters i Raoul Hausmann.
Revolucionarna i geometrijska estetika neoplasticizma mogla se vrlo kao shvatiti i kao antiumjetnost upravo zbog svog odbijanja bilo kakvih slikarskih i estetskih formi iz prošlosti. Sam Mondrian rado vizualno labavljenje rešetke kako bi stvarao dojam prividne dinamičnosti svojih slika. Njegove slike iz 1921. sadržavale su linije koje nisu sezale do kraja platna nego su se prekidale na određenoj udaljenosti od platna, no što se njegov rad sve više razvijao linije su počele sezati do kraja platna. Također je počeo koristiti sve manje i manje boja, preferirajući bijelu.
Njegov rad je 1922. dobio svoj konačni oblik. Mondrianu je tada teozofiju smatrao prilično neadekvatnom. Vjerovao je da je otkrio osnovni simbol ekvivalentnosti, no nije otkrio pravi doživljaj tog simbola. U svojim djelima Mondrian je sve manje spominjao ostale članove De Stijla te se centrirao sve više na svoj vlastiti rad. Čak i kada je u Parizu 1923. održana izložba De Stijla, Mondrian je odbio to komentirati ikako drugačije nego teoretski. De Stijl je u to vrijeme surađivao i s mnogim dadaistima koje je van Doesburg upoznao u Njemačkoj.
Mondrian je ostao neovisan u određenoj mjeri, no mnogi umjetnici su i dalje surađivali s njim i posjećivali njegov atelje. Godine 1924. van Doesburg je uvelike pogodio Mondriana tako što je svojim slikama dodao kose linije i uveo elementarizam. Iako je rezultat takvih slika bio poprilična dinamičnost, on je uvelike potresao Mondrianovo uvjerenje u distinktne kvalitete vodoravnih i okomitih linija. Mondriana je još više pogodilo kada je van Doesburg na svoje slike dodao smeđu boju i kada je počeo izlijevati boju izvan granica "rešetke". 
Težnja za korištenje sve veće količine bijele boje, koja je opisana prije, najistaknutija je u Mondrianovim slikama znanim kao lozenge slike. Mondrian je te slike počeo redovito slikati tijekom 1920-ih. Lozenge slike su rađene na platnu u obliku romba. Najistaknutiji primjeri lozenge slika su Kompozicija s crnom i plavom i Kompozicija u crnoj i bijeloj (Slika I) iz 1926. Prva navedena je jedna od Mondrianovih najminimalističnijih slika. Sastoji se od dvije crne linije koje se presijecaju i tvore malo trokut crne boje. Druga slika se sastoji od četiri crne linije od kojih se smo dvije presjecaju i tvore mali bijeli trokut. Linije na slikama su isprekidane na rubovima platna i tako ostavljaju dojam da su platna dijelovi većeg umjetničkog djela.
Nakon već spomenutih nesuglasica, razlaz Thea van Doesburga i Pieta Mondriana bio je neizbježan. Postoje dvije verzije o razlogu rastanka. Prva je ta prema kojoj su se dva umjetnika razišla zbog dijagonalnih linija koje je van Doesburg počeo koristiti, no za tu teoriju ne postoje nikakvi dokumenti. Druga, vjerojatnija, govori da su se slikari razišli zbog fundamentalne razlike u njihovoj percepciji prostora i forme.
Od 1926. pa do 1930. Mondrianove slike još su sadržavale određenu količinu obojenih ploha, no od 1930. pa do kraja života sve je manje obojenih ploha, a više bijelih, a što je bio stariji, u njegovom slikarstvu dominirala je linija, dok je forma skoro u potpunosti izbačena. Mondrianu najzanimljiviji dio oko linija bile su dvostruke linije koje su Mondrianovim slikama davale dodatnu dinamičnost koju je vrlo rado istraživao.
Najznačajnija Mondrianova djela iz perioda od 1926. do 1930.
| - Kompozicija sa žutom, narančastom i plavom (1927.) - Kompozicija s crvenom, crnom, plavom i žutom (1928.) - Kompozicija (1929.) - Foxtrot B (1929.) | - Kompozicija u kvadratu (1929.) - Kompozicija (1929.) - Kompozicija sa žutom (1930.) |

Mondrian je 1932. napunio 60 godina. Kao priznanje za umjetničko postignuće, po novinama su izlazili članci pohvale, a u amsterdamskom Stedelijk Museumu je održana prigodna izložba. Mnogi su smatrali da je dosegao stvaralački vrhunac i već su se navikli na njegove kompozicije, a njegove nove bijele slike su odavale dojam da su dosegnule granice slikarstva.
Godine 1933. Mondrian u svoje slike uvodi dvostruku liniju koju zadržava sve do kraja života. Prema jednoj anegdoti on je susreo slikaricu po imenu Marlow Moss te je od nje preuzeo dvostruku liniju. Iako istinitost te anegdote nije potvrđena, u tim dvostrukim linijama ne vidi se umjetnikov originalni potpis. Uvođenjem dvostruke linije Mondrian je smanjio broj obojenih polja a uvelike povećao broj bijelih tako da su djela iz perioda od 1930. pa do 1938. sadržavala maksimalno dvije i to male obojane plohe. Mondrian oko 1937. u svoje slike, točnije linije, počinje uvoditi i po jednu obojanu liniju, ali u toj mjeri da ona ili presijeca ili prolazi kroz njegove crne linije. Mondrian tek kasnije uvodi obojene linije i postepeno skroz izbacuje crnu boju iz svojih slika.
Najznačajnije slike iz perioda od 1930. do 1938.:
| - Kompozicija II s crnim linijama (1930.) - Kompozicija sa žutom (1930.) - Foxtrot A (1930.) - Romboidna kompozicija s dvije linije (1931.) - Kompozicija s plavom i žutom (1931.) - Kompozicija C s crvenom i sivom (1932.) - Romboidna kompozicija s četiri žute linije (1933.) - Kompozicija br. I/Kompozicija C (1934. – 1936.) - Kompozicija sivo-crvena (1935.) - Ritam crnih linija (1935. – 1942.) - Kompozicija u bijeloj, crvenoj i plavoj (1936.) | - Kompozicija (B) u plavoj, žutoj i bijeloj (1936.) - Kompozicija - bijela, crvena i žuta A (1936.) - Kompozicija - bijela i crvena: B (1936.) - Kompozicija s bijelom, crnom i crvenom (1936.) - Kompozicija II s plavom (1936. – 1942.) - Kompozicija s crvenom, žutom i plavom (1937.) - Kompozicija s linijama i bojom: III (1937.) - Kompozicija sa žutom, plavom i crvenom (1937. – 1942.) - Kompozicija br. 1, sa sivom i crvenom/Kompozicija s crvenom (1938. – 1939.) - Place de la Concorde (1938. – 1943.) |

## London i New York (1938. – 1944.)
Godine 1938. u Europi je vladala politička kriza. Kako je Europa očekivala rat, Mondrian je bio sve nervozniji, no ipak nije želio napustiti Pariz. Ipak, nakon nagovora prijatelja, Mondrian je 21. rujna 1938. s Winifredom Nicholsonom otišao na vlak, pa nakon vlaka brodom u London. U Londonu ga je dočekao kipar Naum Gabo, a zajedno s Nicholsonovima, mu je pronašao atelje u Park Hill Roadu 60 u Hampsteadu. Mondrian je u Londonu ostao dvije godine i naslikao je mali broj cijelih slika, a započeo je njih nekoliko koje je završio u New Yorku. Među dovršenim slikama treba izdvojiti Kompoziciju s crvenom (1939.) koja opet vjerno prikazuje Mondrianov stil dvostrukih linija koji je sličniji drugom pariškom periodu nego njegovom kasnijem periodu. Mondrian je u Londonu i završio neke slike koje je započeo u Parizu (Kompozicija br. 1, sa sivom i crvenom/Kompozicija s crvenom). Među slike koje je započeo u Londonu, a završio u New Yorku treba spomenuti djela Kompozicija, London (1940. – 1942.), Kompozicija u crnoj, bijeloj i crvenoj (Slika br. 9) (1939. – 1942.) i Trafalgar Square (1939. – 1943.). U ovim slikama Mondrian je, osim crnih, uveo i mali broj kratkih linija u boji (uglavnom plave i crvene), a ujedno je i ponovo povećao broj obojenih ploha (iako je bijela još uvijek dominirala), ali su one bile puno manje u površini nego one iz njegovog ranijeg perioda. Te linije u bojama, kombinirane s crnim, slikama su davale dodatan dojam svjetlucavosti i blistavosti. Drugi svjetski rat započeo je 1939. godine, a Mondrian je u Engleskoj boravio sve do bitke za Britaniju 1940. kada se odselio u New York jer je jedna bomba pogodila kuću u kojoj je stanovao. Nakon odluke da napusti Englesku, slikar Harry Holtzman mu je savjetovao da ode u New York. Mondrian je u Ameriku krenuo 20. rujna, a stigao je tamo 3. listopada. Njegova platna su ubrzo stigla. U početku je boravio kod Holtzmana, a onda se uselio u atelje u Istočnoj 89. ulici gdje je nastavio slikati.
Mondrian se u New Yorku susreo s Peggy Guggenheim, a upoznao se i s Maxom Ernstom, Andréom Bretonom i Marcelom Duchampom. Ubrzo se učlanio i u Američku udrugu apstraktnih umjetnika, s kojom ga je upoznao baš Ernst. Mondrianovi pravi zadatak u New Yorku bio je dovršavanje započetih djela. Tim djelima dodao je, po uzoru na prošla vremena, nekoliko polja u primarnim bojama. New York je na Mondriana izvršio takav utjecaj da su posljednje tri godine njegova života bile najzanimljivije.
Mondrian je na svoja djela po prvi put dodao cjelovite linije u boju. Prvo djelo u kojem je to primijenio je slika New York/Boogie Woogie (1941. – 1942.) Na sliku je, osim crnih, dodao dvije cjelovite crvene linije i nekoliko manjih i kraćih linija u plavoj i žutoj boji. Značajno za ovu sliku je njezin naslov. Naslov New York je najčešći kod njegovih kasnijih slika, no i naziv Boogie Woogie je također korišten. Mondrian je u početku dodavao samo nekoliko obojenih linija, no to je bio samo prvi korak.
Već u slikama New York City I (1941. – 1942.) i New York City II (c.1942.) Mondrian crne linije u potpunosti zamjenjuje bojama. Na slikama nema više crnih linija nego linija u primarnim bojama (crvena, žuta i plava) koje slikama daju novu svjetlinu i dinamičnost. Kod slika više nema obojenih ploha nego se između obojenih linija nalaze bijele plohe koje se zbog velike količine obojenih ploha i njihove jačine vizualno gube i umanjuju (ovisno o veličini plohe). Kod slike New York City II postoji još malo broj crnih linija, no slika je ostala nedovršena zbog Mondrianove smrti. Na toj slici Mondrian također koristi novu tehniku koju je otkrio. Kako bi prikazao svoje linije u boji koristio je samoljepljive trake u boji. Trake bi pomicao sve dok ne bi postigao željeni ritam na bijeloj podlozi. Mondrian je 1942. naslikao djelo New York City III (koje je rađeno istom tehnikom samoljepljivih traka u boji kao i New York City II) koje se od New York Cityja I i II razlikuje po tome što osim žutih, plavih i crvenih boja ima i 3 crne, 4 bijele i jednu sivu liniju, a bijela polja na slici su puno veća i manje brojna nego na dvjema spomenutim slikama.
Nakon 1942. Mondrian u svoje slike uvodi novo revolucionarno obilježje. Kako je bio velik obožavatelj plesa i jazza, želio je preko svojih slika prikazati ujedinjenje glazbenog ritma jazza i slikarstva. Želio je oplemeniti slikarstvo ritmom pulsirajućih obojenih svjetala. Prva slika iz tog perioda je Broadway Boogie Woogie (1942. – 1943.) čiji je naslov oznaka za konceptualnu neposrednost Mondrianovog novog stila slikanja i ritma boogie-woogieja. Ova slika je ujedno i posljednja Mondrianova slika koja je dovršena. Ova slika je izrazito kompleksna, no ne gubi jasnoću. Slika se sastoji od niza žutih linija koje su stalno isprekidane crvenim, plavim i sivim kvadratićima i pravokutnicima. Među linijama nalaze se bijele plohe i pravokutni oblici koji sadržavaju više boja (siva u crvenoj, žuta u crvenoj u plavom pravokutniku...). Još jedna važna odlika ove slike su jake boje koje su korištene, a odaju dojam da gledate neonski natpis. Ova slika i sam ovaj stil predstavlja Mondrianove najdinamičnije slike. Količina i raspored boja na slikama daju dojam stalnog pokreta oblika na slikama i time samo poboljšavaju dojam slike.
Mondrian je bio najveći stručnjak za američku apstraktnu umjetnost od svih europskih slikara koji su u to vrijeme živjeli u SAD-u. Baš on se smatra odgovoran za otkriće Jacksona Pollocka, pionira apstraktnog ekspresionizma. Prema jednoj priči, Peggy Guggenheim, Mondrianova trgovkinja umjetninama, bila je zbunjena Pollockovim načinom slikanja. No Mondrian joj je rekao kako je to jedna od najuzbudljivijih slika koje je vidio u životu. Taj način slikanja, poznat kao apstraktni ekspresionizam, lišavanje forme smatra idealom.
Posljednja Mondrianova slika je Victory Boogie Woogie (1942. – 1944.). Ta slika je nedovršena zbog slikareve smrti i napravljena je na romboidnom platnu. Slika se drži Mondrianovog stila prikazivanja glazbe na platnu te je tako rađena u istom stilu kao i Broadway Boogie Woogie. No ova slika, iako rađena istim stilom, puno je kompliciranija i kompleksnija nego njezina prethodnica. Oblici su puno nepravilniji, a slika sadrži puno više kvadratića i pravokutnika koji prekidaju osnovne linije slike. Neke linije na slici čak su i napravljene nizanjem kvadratića raznih boja. Oblici koju popunjavaju praznine između linija još su brojniji, kompliciraniji i gušće raspoređeni. Ova slika je zasigurno Mondrianova najdinamičnija slika upravo zbog navedenog korištenja boja u malim razmacima i u većim količinama. Svi ti oblici na slici su rastavljeni do točke gdje se linije i plohe jedva razlikuju jedna od druge što ostavlja dojam treperavih efekata. Naslov djela vjerojatno je odabran u iščekivanju kraja Drugog svjetskog rata. Djelo je osmišljeno kao spoj velikog povijesno-političkog trenutka i Mondrianove vlastite pobjede nad tradicionalnim europskim slikarstvom. No, ovo djelo je ostalo nedovršeno zbog Mondrianove smrti 1944.

## Zidna djela
Kada je četrdesetsedmogodišnji Mondrian napustio umjetnički konzervativnu Nizozemsku i otišao u Pariz po drugi i posljednji put 1919., odlučio je svoj atelje pretvoriti u mjesto za slike koje će predstavljati neoplasticizam, pokret o kojem je pisao već dvije godine. Kako bi sakrio strukturalne greške svog ateljea Mondrian je po ateljeu izlijepio velike plakate, koji su bili ili u jednoj boji ili u neutralnoj boji. Zid su naglašavali i mali papiri u boji spojeni u jedinstvenu kompoziciju. Tada je započeo intenzivni period slikanja. Onda je ponovo uređivao atelje, razmještajući izreske, povećavajući im broj, mijenjajući dinamičnost boju i prostor, stvarajući nove tenzije i ravnotežu. On je već odavno napravio raspored prema kojem je jedan period uređivao i radio prostor za nove slike, a u drugom slikao. Ti periodi su se prema tom rasporedu periodički izmjenjivali. Tog rasporeda držao se do kraja života, čak i tijekom rata kada se selio iz Pariza u London i iz Londona u SAD.
Mondrian se 1943., kada je imao 71 godinu, preselio u svoj posljednji atelje, u New Yorku. Po dolasku odmah je započeo s provođenjem rasporeda i organiziranjem okoline koja je bila najpogodnija za njegov skroman život i najstimulativnija za njegovo umjetničko stvaranje. Visoke zidove obojio je istom bijelom bojom kojom je obojio stolice i stolove, te kutije koje je izradio i dizajnirao od odbačenih kutija gdje su se držale naranče i jabuke. Vrh stolice obojio je s istom crvenom bojom kojom je obojio kartonske korice radiofonografa na kojem je puštao svoje omiljene jazz skladbe. Posjetitelji njegovog posljednjed atelja rijetko su vidjeli više od jednog ili dva platna, no na njihovo divljenje, u ateljeu su je bilo osam velikih kompozicija sastavljenih od papirića koje su njegovom ateljeu, paradoksalno i istovremeno, davali dojam statičnosti i dinamičnosti. To je, kako sam Mondrian kaže, bilo najbolje mjesto u kojem je stanovao. No, tragična stvar je u tome da je on tu boravio samo nekoliko mjeseci zbog njegove smrti u veljači 1944.
Nakon njegove smrti, Harry Holtzman i Fritz Glarner su otvorili Mondrianov atelje na 6 tjedana i sve pažljivo dokumentirali, a nakon zatvaranja, Holtzman je sve kompozicije sa zidova počeo izlagati kao umjetnička djela koja su od tada poznata kao Zidna djela. Od tada ta su djela bila na izložbama u mnogim gradovima i muzejima diljem svijeta.

## Smrt
Pri početku 1944. Mondrian je dobio prehladu koja se razvila u pneumoniju. Kada ga je fotograf Fritz Glarner jednom prilikom posjetio u njegovom ateljeu, našao je Mondriana slabog i bolesnog. Ubrzo je prebačen u bolnicu Murray Hill, no Piet Mondrian je preminuo 1. veljače 1944. u New Yorku od posljedica pneumonije u 72. godini života. Pokopan je na groblju Cypress Hills u Brooklynu, New York. Njegov zahtjev za dobivanje američkog državljanstva bio je još uvijek na čekanju.
Shvativši važnost Mondrianovog djela, Harry Holtzman je otvorio Mondrianov njujorški atelje za javnost. Tijekom tih 6 tjedana dok je bio otvoren, Fritz Glarner je njegovo djelo zabilježio fotografijama i filmom. Ovaj jednostavan čin bio je znak poštovanja prema Mondrianu i njegovom utjecaju na američku umjetnost. Godine 1945. je uslijedila retrospektivna izložba u Muzeju moderne umjetnosti u čast Mondrianu. Prva likovna monografija nastala je 9 godina poslije, a napisao ju je Mondrianov prijatelj Michel Seuphor.
Dana 3. veljače 1944. održana je komemoracija u Mondrianovu čast na koju je došlo više od 200 ljudi. Među njima su bili:
- Umjetnici emigranti: Aleksandar Arčipenko, Herbert Bayer, Marc Chagall, Marcel Duchamp, Max Ernst, Jean Hélion, Frederick Kiesler, Moise Kisling, Fernand Léger, Matta, László Moholy-Nagy, Amédée Ozenfant, Hans Richter i Kurt Seiligman.
- Američki umjetnici: Peter Blume, Ilya Bolotowsky, Alexander Calder, Burgoyne Diller, Suzy Frelinghuysen, Fritz Glarner, Carl Holty, Harry Holtzman, Ibram Lassaw, George L.K. Morris, Robert Motherwell, Charles Shaw, Charmion Von Wiegand i Abraham Walkowitz.
- Ostali poznati gosti: Valentine Dudendsing, Katherine Dreier, Albert Gallatin, Sigfried Giedion, Clement Greenberg, Peggy Guggenheim, Sam Kootz, Julien Lévy, Henry McBride, Karl Nierendorf, Dwight MacDonald, Hilla Rebay, Meyer Schapiro, James Johnson Sweeny i James Thrall Soby.

## Izabrana djela
- Mlin na suncu: Mlin Winkel (1908.) Vanjska poveznica.
- Crveno drvo (1908.) Vanjska poveznica.
- Krizantema (1908.) Vanjska poveznica.  Arhivirana inačica izvorne stranice od 17. srpnja 2006. (Wayback Machine)
- Mlin kraj vode (1908.)
- Pejzaž (1909.)
- Crveno drvo (1909. – 1910.)
- Crveni amarilis s plavom pozadinom (1910.)
- Evolucija (1910. – 1911.)
- Crveni mlin  (1910. – 1911.) Vanjska poveznica.  Arhivirana inačica izvorne stranice od 18. siječnja 2012. (Wayback Machine)
- Sivo drvo (1911.)
- Vodoravno drvo (1911.)
- Mrtva priroda s posudom za mirodije 1 (kubizam) (1911.) Muzej Guggenheim.  Arhivirana inačica izvorne stranice od 17. ožujka 2008. (Wayback Machine)
- Mrtva priroda s posudom za mirodije 2 (pojednostavnjeno) (1912.) Muzej Guggenheim.  Arhivirana inačica izvorne stranice od 11. ožujka 2008. (Wayback Machine)
- Jabuka u cvatu (1912.)
- Kompozicija sa stabilma 2 (1912. – 1913.)
- Pejzaž s drvećem (1912.)
- Ovalna kompozicija: Slika III (1914.)
- Kompozicija br. VI (1914.)
- Kompozicija br. 3, s obojenim plohama 3 (1917.)
- Autoportret (1918.)
- Kompozicija s rešetkom 3: Romboidna kompozicija (1918.)
- Kompozicija s rešetkom 5: Romboidna kompozicija s bojama (1919.)
- Kompozicija s rešetkom 8: Kompozicija u obliku šahovskog polja u tamnim bojama (1919.)
- Kompozicija B (1920.)
- Kompozicija A (1920.) Vanjska poveznica.
- Slika I, u crnoj, crvenoj, žutoj, plavoj i svijetloplavoj (1921.)
- Slika 3, u narančasto-crvenoj, žutoj, crnoj, plavoj i sivoj (1921.)
- Kompozicija s velikom crvenom plohom, žutom, crnom, sivom i plavom (1921.)
- Slika 2, sa žutom, crnom, plavom, crvenom i sivom (1922.)
- Kompozicija s crvenom, crnom plavom i žutom (1928.)
- Kompozicija II s crnim linijama (1930.)
- Romboidna kompozicija s dvije linije  (1931.)
- Romboidna kompozicija s četiri žute linije (1933.)
- Kompozicija br. I/Kompozicija C (1934. – 1936.)
- Kompozicija sivo-crvena (1935.)
- Kompozicija (B) u plavoj, žutoj i bijeloj (1936.)
- Kompozicija - bijela, crvena i žuta (1936.)
- Kompozicija s linijama i bojom: III (1937.)
- Kompozicija sa žutom, plavom i crvenom (1937. – 1942.)
- Kompozicija br. 8 (1939. – 1942.)
- Kompozicija br. 9 sa žutom i crvenom (1939. – 1942.)
- Kompozicija br. 10 (1939. – 1942.)
- New York City I (nedovršeno) (1941.)
- New York/Boogie Woogie (1941. – 1942.)
- New York City (1942.)
- Broadway Boogie-Woogie (1942. – 1943.) Muzej moderne umjetnosti.
- Victory Boogie-Woogie (nedovršeno) (1942. – 1944.)  Gemeentemuseum Den Haag.  Arhivirana inačica izvorne stranice od 25. lipnja 2008. (Wayback Machine)

## Vanjske poveznice
|  | Zajednički poslužitelj ima stranicu o temi Piet Mondrian |

- Mondrian fond
- Piet Mondrian: Transatlantske slike  Arhivirana inačica izvorne stranice od 4. siječnja 2006. (Wayback Machine)
- Mondrian na Artchiveu
- Piet Mondrian na Olga's Galleryju
- Guggenheim NY - Kolekcija Mondrianovih djela  Arhivirana inačica izvorne stranice od 6. siječnja 2006. (Wayback Machine)
- Piet Mondrian, njegovo djelo i De Stijl  Arhivirana inačica izvorne stranice od 6. lipnja 2005. (Wayback Machine)
- Mondrian - biografija